# Moradores de Cristal
Los Moradores del Cristal son una tribu ficticia de Garou (hombres lobo) en el juego de rol Hombre lobo: El Apocalipsis. 
Son una tribu que se ha alejado mucho de Gaia, les encanta vivir en las ciudades y estar rodeados de todos los placeres que la tecnología nos puede permitir, esto ha provocado que muchos tengan reservas hacia ellos, pero hasta el momento siempre se han mantenido fieles a la causa.
Su tótem tribal es cucaracha, un espíritu que basa su existencia en la supervivencia.
Estos Garou, se mezclan con la alta sociedad humana, tratando de vencer a los vampiros en su propio terreno.

## Descripción
Los Moradores del Cristal se oponen a muchos de los conceptos básicos de la Concordia Occidental. Aunque la mayoría de los hombres lobo considera que las ciudades humanas son cánceres en la piel de Gaia, sumideros de corrupción y contaminación, los Moradores se sienten atraídos a ellas. Aunque la mayor parte de los lobos prefiere comunicarse con el Kaos en las profundidades de las zonas salvajes, la tribu de los Moradores del Cristal es fundamentalmente urbana. Estos hombres lobo tienen una profunda conexión con la Tejedora, la fuerza cósmica a la que otros culpan de los excesos de la civilización humana.Dominan las herramientas del hombre, conocen perfectamente su tecnología y se sienten íntimamente familiarizados con su sociedad. Por todas estas razones, los demás Garou les definen como los urrah, los "impuros" que se han comprometido con la sociedad y los valores humanos. A pesar de su reputación, los Moradores del Cristal comprenden el mundo de los hombres mucho mejor que sus hermanos rurales.
Apariencia: Los Moradores del Cristal son conocidos por la devoción que sienten por la moda humana, aunque representen a diversas subculturas; en la tribu, los criminales ricos y los hombres de negocios poderosos trabajan codo con codo. En forma Lupus (que adoptan cuando es absolutamente necesario), tienen el pelaje multicolor y jaspeado, que a veces llevan recortado o teñido. En forma Crinos, los cachorros y los cliath suelen cortarse el pelo a la moda y lucen una extraña variedad de peinados modernos. Resulta extraño encontrar un Morador del Cristal lupus, pues su sangre se está debilitando peligrosamente., Muchos demuestran tener una inteligencia inusualmente elevada, o al menos encubren cuidadosamente su curva de aprendizaje acelerado.
Parentela: Es inconcebible imaginar a un Morador del Cristal que carezca de correo electrónico, buscapersonas, teléfono móvil o cualquier otro tipo de tecnología personal. Sería muy extraño. Muchos Moradores del Cristal tienen Parentela a la que jamás ven directamente y con la que mantienen contacto virtual. Otros tratan a sus parientes como empleados y contratistas de la Nación Garou, y les dirigen para que les ayuden en diversas tareas. Gran parte de la Parentela domina la tecnología, o al menos parece prosperar en el mundo industrializado, de modo que las demás tribus les resultan extrañas y primitivas.
Territorio: Las tribu de los Moradores del Cristal posee propiedades de primera clase en las áreas urbanas, en zonas mucho más confortables que los lugares infestados de ratas en los que moran los Roehuesos. Los Moradores se mantienen cerca de sus contactos humanos, que pueden pertenecer al mundo empresarial, a organizaciones científicas, al mundo del hampa o a bandas callejeras. Como cabe esperar, sólo necesitan una llamada de teléfono para acceder a la mayor parte de los recursos. Los Ancianos sienten un exquisito gusto por los lugares más lujosos de la ciudad, aunque se sabe que algunos cachorros y cliath prefieren estar en lugares más insalubres y les encanta la decadente vida de la calle.
Tótem Tribal: Cucaracha es un tótem extraño para la mayoría de los Garou, pero es una elección perfecta para los Moradores del Cristal: sus hijos han sobrevivido durante 325 millones de años, se pueden adaptar prácticamente a todos los ambientes, resulta prácticamente imposible exterminarlos por completo y suelen abundar en los túmulos urbanos.
- Datos: Q6023481